# Будиња
Будиња (фр. Baudignan) насеље је и општина у југозападној Француској у региону Аквитанија, у департману Ланд која припада префектури Мон де Марсан.
По подацима из 2011. године у општини је живело 41 становника, а густина насељености је износила 1,76 становника/km². Општина се простире на површини од 23,3 km². Налази се на средњој надморској висини од 149 метара (максималној 161 m, а минималној 104 m).

## Демографија
| 1962. | 1968. | 1975. | 1982. | 1990. | 1999. | 2011. |
| ----- | ----- | ----- | ----- | ----- | ----- | ----- |
| 61    | 74    | 49    | 49    | 40    | 36    | 41    |

График промене броја становника у току последњих година